# Misin tapa undong

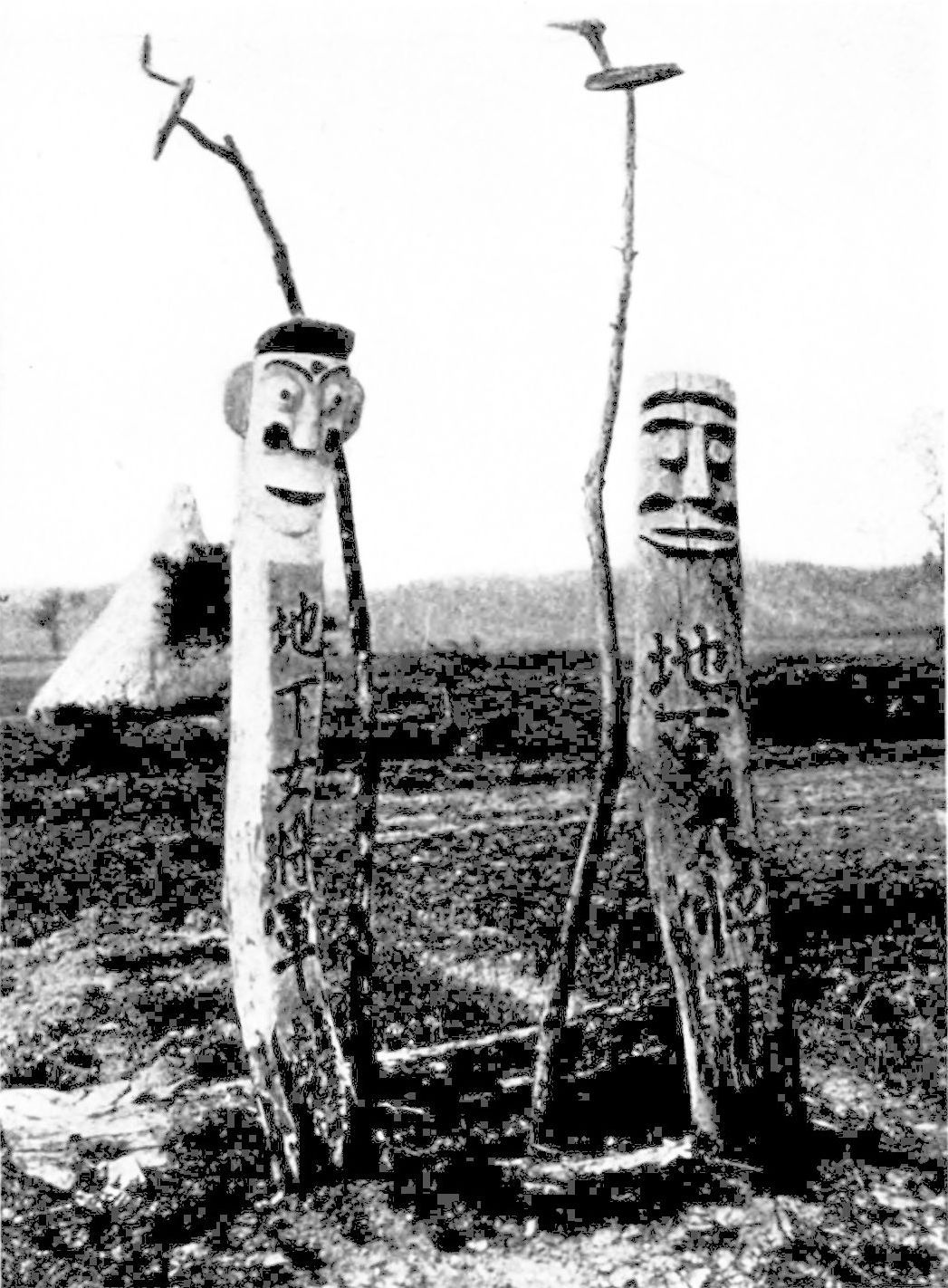
"Postes diabólicos de aldea", jangseung como son llamados en The passing of Korea (1906) por el misionero estadounidense Homer Bezaleel Hulbert.

El movimiento para derrotar la adoración de los dioses (en hangul: 미신 타파 운동; misin tapa undong), también descrito como movimiento para derrotar la superstición, 미신 misin, fue una serie de oleadas de demonización e intento de desarraigo violento del chamanismo y la religión popular coreana que tuvo lugar en el período comprendido entre finales del siglo XIX y los años ochenta del siglo XX. En el idioma coreano moderno, misin tiene el significado de "creencias espirituales falsas" o "ilusorias" e implica que los dioses y los antepasados no existen. Este término fue adoptado del idioma japonés a finales del siglo XIX, y en gran medida enfatizado por los misioneros cristianos para apuntar a la religión nativa coreana.
Las olas de misin tapa undong comenzaron en la década de 1890 con el aumento de la influencia de los predicadores protestantes en Corea, que culminó durante el Movimiento de la Nueva Comunidad del siglo XX en Corea del Sur. Estos movimientos destruyeron la mayoría de los cultos y santuarios indígenas de la religión popular, que fueron reemplazados en gran parte por el cristianismo.

## Olas

### Finales de Joseon (década de 1890)
El protestantismo echó raíces profundas en Corea en la década de 1890, estableciendo una red de escuelas y hospitales. Los misioneros protestantes calificaron las prácticas religiosas nativas y los chamanes como "adoración del diablo". Los misioneros dirigieron campañas para la quema de ídolos, tablillas ancestrales, herramientas y ropas de los chamanes y santuarios. Según los informes de los misioneros, fueron destruidos al igual que los "libros" (pergaminos mágicos) en Éfeso. Los misioneros también circularon historias sobre chamanes que se habían convertido al cristianismo convirtiéndose ellos mismos en defensores de la destrucción de la religión nativa. La lucha exorcista entre un chamán y un cristiano se convirtió en un motivo literario en la novela de Kim Tongni del período colonial, Retrato de un chamán.
Los misioneros encontraron aliados entre los intelectuales coreanos en los últimos años del reino de Joseon. Juntos fundaron El Independiente (Tongnip Sinmun), el primer periódico publicado en idioma coreano. El periódico promovió la iconoclasia y se dirigió a los funcionarios públicos sobre la necesidad de erradicar la religión nativa.
En 1896 la policía comenzó a arrestar a los chamanes, destruir santuarios y quemar herramientas rituales. Estos eventos fueron aclamados por El Independiente. En un momento, el periódico llegó incluso a criticar a los monjes budistas.

### Ocupación japonesa (1910-1945)
Las campañas contra las tradiciones religiosas nativas coreanas también acompañaron la anexión de la península de Corea por parte de Japón. Los japoneses ya habían equiparado la secularización con la modernidad en su propio país. La policía colonial acosó y en ocasiones arrestó a los chamanes, aunque las políticas oficiales contra el chamanismo coreano no eran monolíticas ni consistentes.
Siguiendo la retórica de The Independent de la generación anterior, el gobierno colonial describió la religión nativa y los chamanes como irracionales y derrochadores, agregando la noción de que también eran antihigiénicos. La gente urbana adoptó esta retórica, buscando distinguirse de sus propios orígenes rurales. Los migrantes a las ciudades rechazaron la curación mediante ceremonias gut y la medicina tradicional.
Este paradigma se habría convertido en central para los proyectos de desarrollo rural promulgados en la Corea del Sur independiente.

### Gobierno de Syngman Rhee (1948-1960)
Bajo el gobierno de Syngman Rhee, la policía acosaba y detenía habitualmente a los chamanes. Los protestantes en la isla de Jeju lideraron una "campaña contra los dioses", mediante la cual intentaron exterminar la tradición religiosa de Jeju y su panteón de 18.000 deidades.

### Nuevo movimiento comunitario (década de 1970)
En la década de 1970, el presidente Park Chung-hee inició el Nuevo Movimiento Comunitario (Saemaul Undong), una movilización masiva destinada a transformar la sociedad rural tanto en forma como en espíritu. Las comunidades locales participaron en una variedad de obras públicas.
Bajo la bandera de dicha reforma, se inició un "Movimiento para derrotar la superstición" (Misin Tapa Undong). Con el estímulo oficial, la policía y los líderes locales suprimieron los ritos gut y las sectas locales. Vertieron gasolina en los santuarios de las aldeas y los incendiaron, destruyeron árboles sagrados, tótems y mojones, asaltaron ceremonias gut y arrestaron a chamanes. Comentaristas contemporáneos critican el movimiento por haber dañado la tradición religiosa nativa y de haber causado que la mayor parte de la población de Corea del Sur adoptara la religión cristiana extranjera.

## Legado
A raíz de la ola de "movimientos contra la superstición", la religión nativa coreana se debilitó gravemente. Sin embargo, desde la década de 1980, la religión tradicional y el chamanismo han experimentado un renacimiento en Corea del Sur. Desde la década de 1990, los chamanes comenzaron a ser considerados como "portadores de cultura". Hoy en día, el chamanismo coreano es reconocido como una religión legítima en Corea del Sur, y existe un reconocimiento generalizado del "muísmo" o "sindo" —como se llama al chamanismo— como la religión natural de los coreanos.